# Бен-Ами, Наоми
Наоми Бен-Ами (ивр. נעמי בן עמי‎; род. 1960 года, Черновцы) — израильский дипломат.
Лауреат всеукраинской премии «Женщина третьего тысячелетия» (2007).

## Биография
Родилась в семье родом из молдавских городов Бельцы и Бричаны.
В 1973 году вместе с семьей репатриировалась в Израиль из СССР.
В 1978—1980 годах служила в танковых войсках.
Окончила факультет международных отношений Иерусалимского университета.
С 1983 года на работе в израильском МИДе.
В 1990—1992 годах сотрудник посольства Израиля в Лиссабоне (Португалия), в 1992—1993(4?) годах работала временным поверенным в делах Израиля в странах Балтии.
В 1996—2000 годах в Москве, политический советник посольства Израиля.
В 2001—2002 годах глава отдела внешних связей Министерства национальных инфраструктур (при министре А.Либермане).
В 2003—2007 годах посол Государства Израиль на Украине и по совместительству в Молдавии.
С 2007 по 2016 год возглавляла бюро «Натив» (израильское правительственное бюро по связям с еврейством бывшего Советского Союза и Восточной Европы).

Отмечена израильским знаком отличия «Лучший сотрудник МИД» (1993), награждена молдавским орденом Почёта (2007).
Замужем за Уди Бен-Ами, два сына (старший 1988 г. р.).